# فیض محمد عثمانی
فیض محمد عثمانی، (زاده: ۱۹۷۲ (میلادی) - ولایت قندوز) سیاستمدار افغانستانی و وزیر اسبق  ارشاد، حج و اوقاف افغانستان است. وی در ۳۰ جدی/دی ۱۳۹۷ از سمت وزیر ارشاد، حج و اوقاف افغانستان برکنار شد و عبدالحکیم منیب جانشین وی شد.

## زندگی نامه
فیض محمد عثمانی، متولد ولایت قندوز است. وی از اقوام ترکمن و دارای مدرک لیسانس می‌باشد. پیش از معرفی به عنوان نامزد وزارت حج و اوقاف، در سمت استاد دانشگاه و همچنین گرداننده برنامه‌های اسلامی تلویزیون طلوع فعالیت داشته است. عثمانی را نیز از جناح اشرف غنی برای وزارت حج و اوقاف پیشنهاد شده بود که با ۱۶۰ رأی موافق ۶۱ رأی مخالف و ۱۷ رأس سفید و ۵ رأی باطل در این سمت تأیید شد.